# Phyllanthus discolor
Phyllanthus discolor är en emblikaväxtart som beskrevs av Eduard Friedrich Poeppig och Spreng.. Phyllanthus discolor ingår i släktet Phyllanthus och familjen emblikaväxter. Inga underarter finns listade i Catalogue of Life.